# Sometimes Things Just Disappear
Sometimes Things Just Disappear (с англ. — «Порой вещи просто исчезают») — дебютный полноформатный студийный альбом и третий релиз нью-йоркской пост-хардкор-группы Polar Bear Club, выпущенный 11 марта 2008 года лейблом Red Leader. Альбом получил преимущественно положительные отзывы как критиков, так и поклонников, что сделало его более успешным, чем предыдущий релиз, The Redder, the Better.
Альбом записывался в июле и августе 2007 года на студии Nada Recording Studios в Нью-Йорке, с продюсером Джоном Наклерио, который также сводил альбом.
Группа также не могла придумать название к альбому, которое понравилось бы всем участникам.

## Выпуск
Альбом был выпущен 11 марта 2008 года, с лейбла Red Leader. В августе и сентябре группа отправилась в турне с Gaslight Anthem и American Steel. В перерывах между датами тура, группа выступала с концертами в Канаде вместе с The Swellers. В октябре группа отправилась в турне по США с Crime in Stereo и Broadway Calls. В декабре группа отправилась в краткое турне с Fireworks и Forfeit в США, за которым последовало несколько концертов в Канаде с участием Cancer Bats и the Holly Springs Disaster. В феврале и марте 2009 года группа отправилась в турне по Европе вместе с Gaslight Anthem. Также в марте группа отправилась в турне хедлайнеров по Великобритании, за которым последовал краткий тур с Have Heart и Trapped Under Ice.

## Список композиций
| №                   | Название                           | Длительность |
| ------------------- | ---------------------------------- | ------------ |
| 1.                  | «Eat Dinner, Bury the Dog and Run» | 4:22         |
| 2.                  | «Hollow Place»                     | 4:12         |
| 3.                  | «Bug Parade»                       | 4:01         |
| 4.                  | «Another Night In the Rock»        | 3:48         |
| 5.                  | «Burned Out In a Jar»              | 3:17         |
| 6.                  | «As 'Twere the Mirror»             | 3:59         |
| 7.                  | «Tried»                            | 3:20         |
| 8.                  | «Our Ballads»                      | 3:32         |
| 9.                  | «Heart Attack at Thirty»           | 3:27         |
| 10.                 | «Convinced I'm Wrong»              | 5:31         |
| Общая длительность: | Общая длительность:                | 39:29        |

## Релиз
| Регион                           | Дата          | Лейбл               | Формат | Каталог # |
| -------------------------------- | ------------- | ------------------- | ------ | --------- |
| Соединённые Штаты Америки Канада | 11 марта 2008 | Red Leader Records  | CD     | RLR15     |
| Соединённые Штаты Америки Канада | 7 апреля 2009 | Bridge Nine Records | 12" LP | 202101    |

## Над альбомом работали
| Polar Bear Club - Джимми Стадт — вокал - Крис Браун — гитара, бэк-вокал - Нэйт Моррис — гитара - Грег Одом- бас-гитара - Эммет Менк — ударные | Персонал студии - Джон Наклерио — продюсер, звукорежиссёр и мастеринг | Дополнительные - Ричард Минино — обложка альбома и иллюстрации |